# Komitet Śledczy Federacji Rosyjskiej

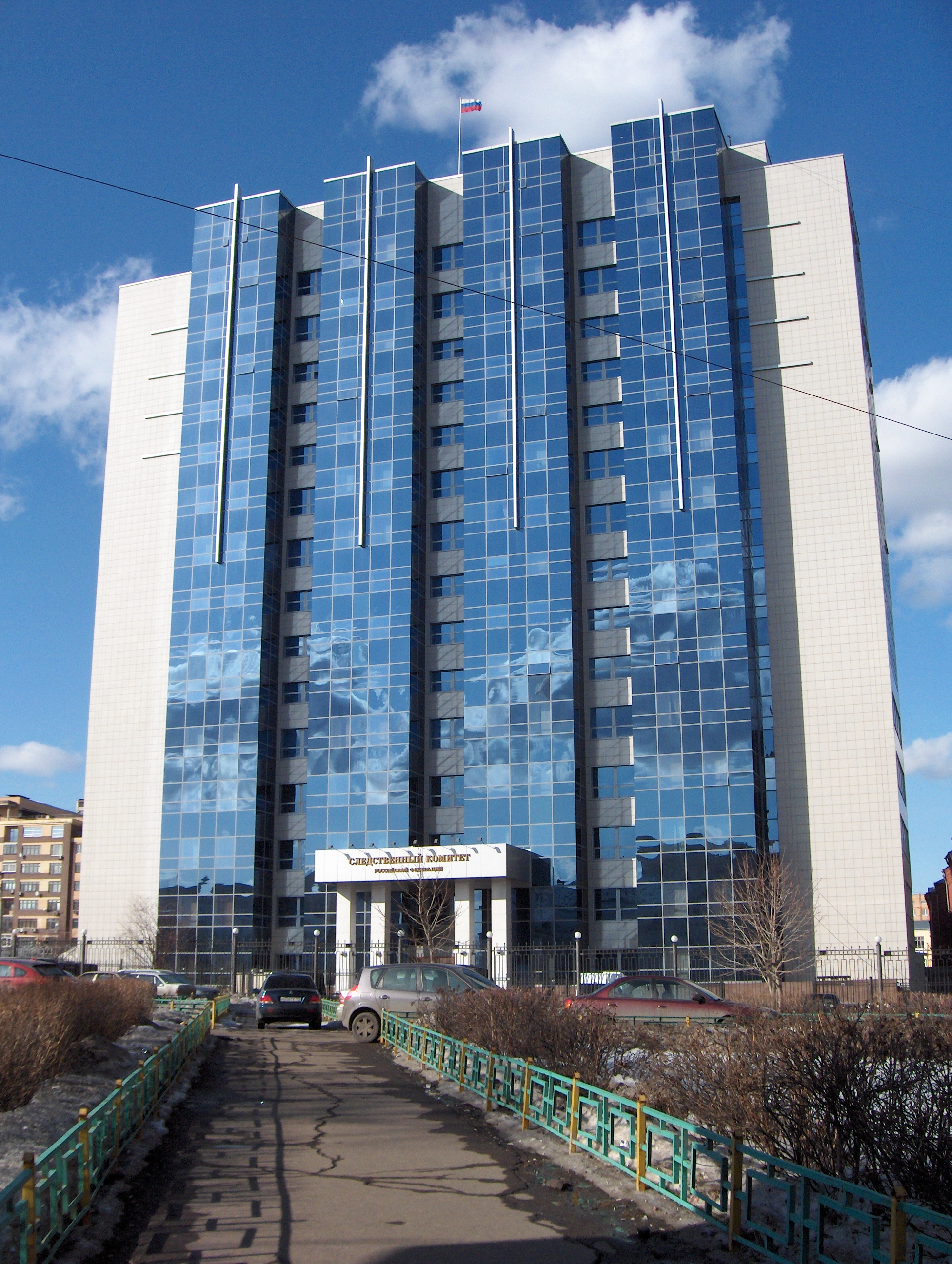
Siedziba Komitetu Śledczego Federacji Rosyjskiej w Moskwie

Komitet Śledczy Federacji Rosyjskiej (ros. Следственный комитет Российской Федерации) – organ śledczy Federacji Rosyjskiej podlegający Prezydentowi Rosji, powstały z przekształcenia w Komitetu Śledczego przy Prokuraturze Generalnej Federacji Rosyjskiej na mocy Dekretu Prezydenta Rosji z dnia 27 września 2010 roku i Dekretu Prezydenta Rosji z 14 stycznia 2011 roku.
Komitet rozpoczął działalność 15 stycznia 2011 roku; obowiązki jego szefa pełni gen. Aleksandr Bastrykin, powołany na to stanowisko 21 stycznia 2011 roku.
Komitet Śledczy zatrudnia przeszło 20 tys. osób (19 156 pracowników oraz 2034 śledczych wojskowych).